# 切特西鎮足球會
切特西鎮足球會（Chertsey Town Football Club)是一支位於英格蘭薩里郡蘭尼米德區切特西的職業足球會，現於英格蘭足球依斯米安聯賽甲組南角逐。

## 榮譽
- 英格蘭足總瓶
  - 冠軍 2018-19
- 聯合縣足球聯賽超聯組
  - 薩里高級聯賽冠軍 1958-59, 1860-61, 1961-62
  - 薩里高級聯賽挑戰盃冠軍 1960-61, 1961-61
  - 冠軍 (1): 2018-19
- 薩里高級聯賽盃:[1]
  - 亞軍 (1): 1985–86
- 薩里青年杯:[2]
  - 冠軍 (1): 1896–97
  - 亞軍 (1): 1910–11
- Southern Combination Cup
  - 冠軍 (1): 1998-1999

## 紀錄
- 最佳英格蘭足總盃紀錄: 第三輪資格賽, 1994–95, 2019-20
- 最佳英格蘭足總錦標紀錄: 第三輪資格賽, 2011–12
- 最佳英格蘭足總瓶紀錄: 冠軍, 2018-19

## 外部連結
- Official website （页面存档备份，存于）
- Chertsey Town@Football Club History Database